# Salvador Jovellanos

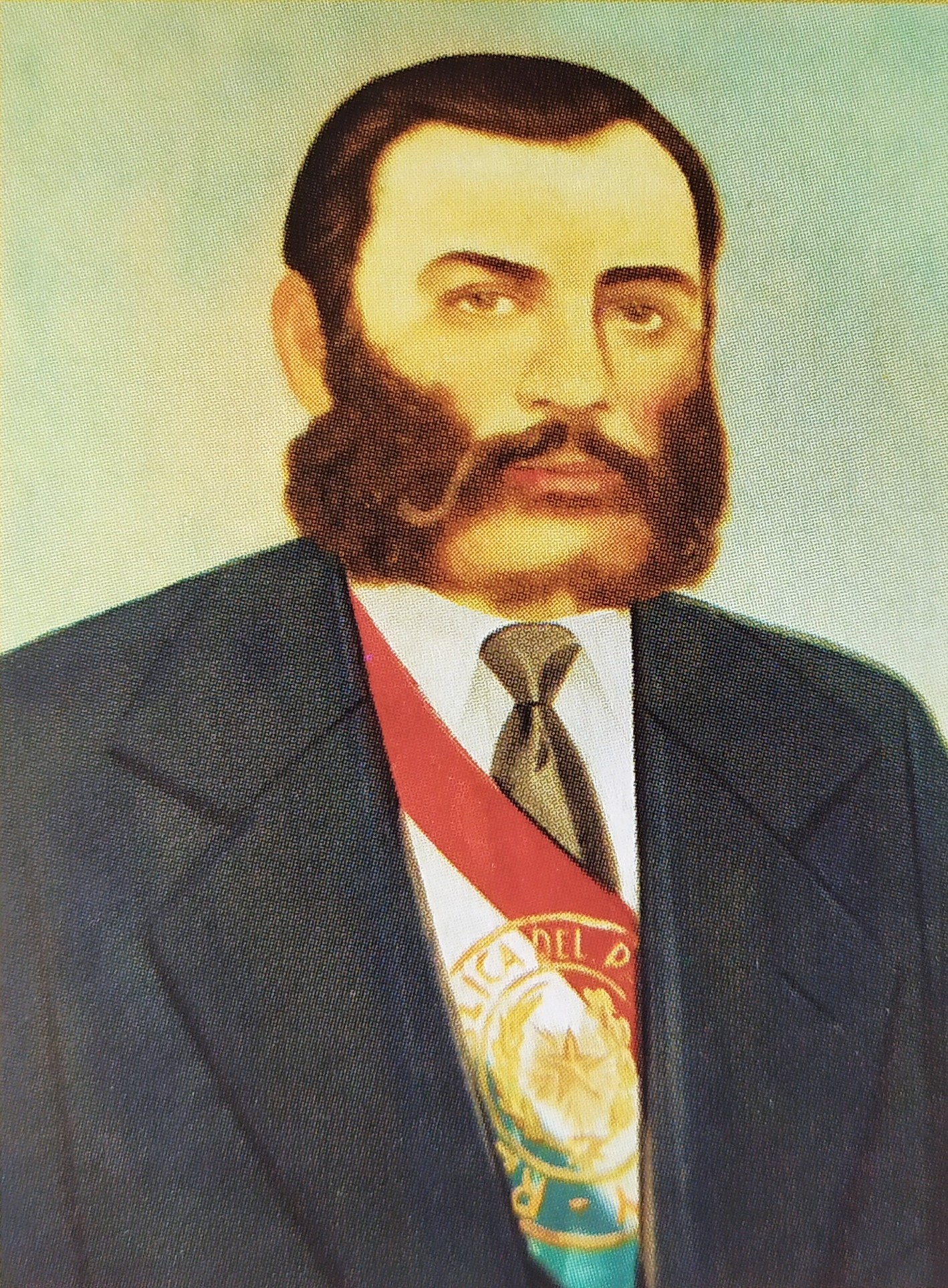
Salvador Jovellanos

Salvador Silvestre del Rosario Jovellanos Guanes (* 31. Dezember 1833 in Asunción; † 11. Februar 1881 in Buenos Aires) war ein paraguayischer Politiker, der zwischen 1871 und 1874 Präsident von Paraguay war.

## Leben
Jovellanos verbrachte seine Jugend in Argentinien und nahm später zwischen 1864 und 1870 am Tripel-Allianz-Krieg teil, einem Kampf Paraguays gegen die verbündeten Staaten Argentinien, Brasilien und Uruguay, der mit der völligen Niederlage Paraguays endete und als der blutigste Konflikt in der lateinamerikanischen Geschichte gilt. Durch den Krieg verlor Paraguay den größten Teil seiner Bevölkerung (rund 384.000 von rund 500.000 Einwohnern). Außerdem annektierten die Sieger etwa 50 Prozent des paraguayischen Staatsgebietes und hielten das Land bis 1876 besetzt. Paraguay verlor damit seine wirtschaftliche Leistungsfähigkeit und seinen Wohlstand.
In der Nachkriegszeit arbeitete Jovellanos maßgeblich am Wiederaufbau des Landes mit und war zunächst Finanzminister (Ministro de Hacienda), ehe er am 7. Januar 1871 Vizepräsident wurde. Nach dem Rücktritt von Cirilo Antonio Rivarola übernahm er schließlich am 18. Dezember 1871 selbst das Amt als Präsident von Paraguay. Während seiner Präsidentschaft versuchte er die Stärkung der Wirtschaft zu beleben, muss aber schließlich auf Druck des Kaiserreichs Brasiliens am 25. November 1874 zurücktreten, woraufhin Juan Bautista Gill seine Nachfolge antrat.

## Weblink
- Eintrag in Biografías y Vidas